# Johannes Ockeghem

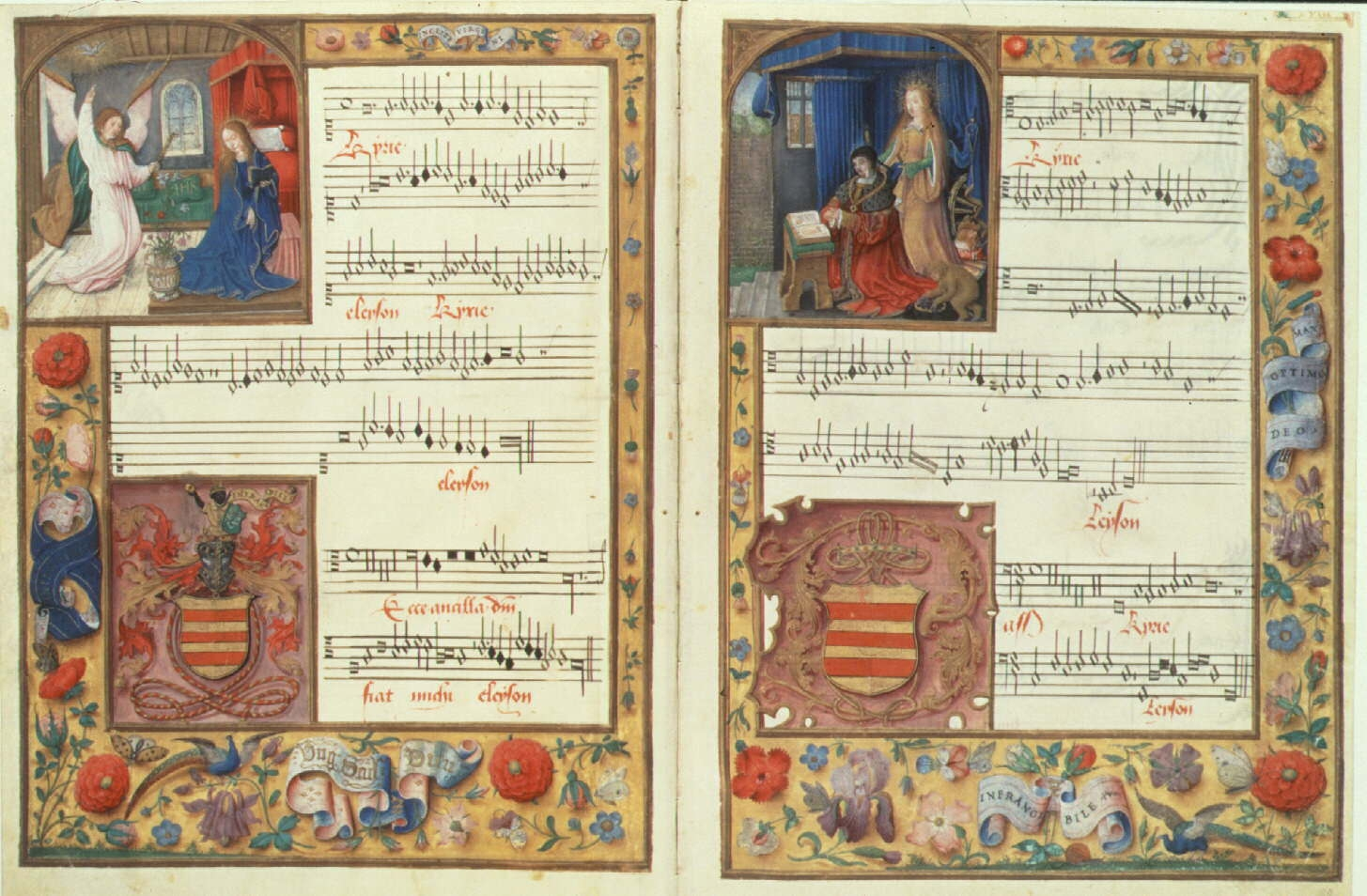
Pagină din Chigi codex prezentând partea intitulată "Kyrie" din Missa Ecce ancilla Domini, compusă de Johannes Ockeghem.

Johannes Ockeghem (ortografiat și Jean de, Jan; iar numele apare ca Okeghem, Ogkegum, Okchem, Hocquegam, Ockegham; existând și alte variante de ortografiere) (n. între 1410-1425, Saint-Ghislain, Belgia – d. 6 februarie, 1497, Tours, Franța) a fost un celebru compozitor al școlii franco-flamande din ultima jumătate a secolului al XV-lea, fiind un reprezentant al Renașterii muzicale timpurii. În afară de activitatea de compozitor, era un bun cântăreț, dirijor de cor și profesor de muzică.